# Monsanto
Pour les articles homonymes, voir Monsanto (homonymie).
Monsanto Company est une entreprise américaine active dans le secteur chimique et des biotechnologies du secteur agricole. Elle est absorbée le 7 juin 2018 par l'entreprise allemande Bayer.
Fondée en 1901 par John Francis Queeny, elle fusionne avec Pharmacia & Upjohns en décembre 1999 et s'en sépare en 2002. Légalement, l'entreprise Monsanto Company n'existe que depuis 2002 sous cette appellation.
Dans les années 1940, Monsanto était un producteur majeur de plastiques comme le polystyrène et des fibres synthétiques. Monsanto est notamment la première entreprise à avoir produit des diodes électro-luminescentes visibles en masse. Elle a aussi produit des PCB et de l'agent orange, de l'aspartame et de l'hormone bovine de croissance recombinée.
Dans les années 1970 Monsanto développe et brevète un de ses produits le plus connu, l'herbicide au glyphosate RoundUp. Le dernier brevet américain concernant le RoundUp expire en 2000. Le glyphosate est l'herbicide le plus utilisé au monde.
Au début des années 1980, le potentiel des biotechnologies végétales suscite une forte réorganisation du marché des produits phytosanitaires et des semences, autrefois séparés. Monsanto se désengage alors de la chimie industrielle pour s’orienter vers la biotechnologie et les semences via une politique de rachat intensif. D'autres entreprises du secteur de la chimie agricole feront de même durant les années 1980 et 1990, ce qui aboutira à la fondation des grandes entreprises du secteurs : Syngenta, Dow AgroSciences et Pioneer Hi-Bred, toutes étant présentes sur les marchés des semences, des produits phytosanitaires et des organismes génétiquement modifiés (OGM).
L'entreprise a été impliquée dans de nombreux scandales sanitaires et écocides. Des documents internes obtenus en 2015 par l'ONG U.S. Right to Know montrent notamment que dans le cadre d'une stratégie de relations publiques et d'un intense lobbying soutenu par la Biotechnology Industry Organization et la Grocery Manufacturers Association, Monsanto a sciemment rémunéré, directement ou indirectement, des experts et scientifiques afin de discréditer les lanceurs d'alerte, donner une image positive des produits qu'elle vend et faciliter l'obtention d'agréments par autorités sanitaires,.
En septembre 2016, Monsanto a accepté une offre d'achat faite par l'entreprise chimique et pharmaceutique allemande Bayer. À la suite de la fusion des deux compagnies, Bayer n'a pas souhaité conserver le nom Monsanto.

## Historique

### Entreprise chimique généraliste
John Francis Queeny fonde, à la fin de l’année 1901, la société Monsanto, ainsi nommée en hommage à son épouse : Olga Mendez Monsanto.
Initialement producteur de saccharine, vendue pour l’essentiel à une petite société en développement nommée Coca-Cola, Monsanto se diversifie dès 1904 avec la fabrication de caféine et de vanilline.
C’est en 1918 que débute la production de l’acide acétylsalicylique : Monsanto en restera le premier producteur américain jusque dans les années 1980. Dès 1929, commence une période d’expansion et de diversification de l’entreprise dans les secteurs du caoutchouc et des phosphates. C'est aussi l'année de la cotation de la société à la bourse de New York.
En 1935, la Monsanto Chemicals Company rachète la Swann Chemical Company (en), firme à l'origine de la création des PCB.
En 1940, Monsanto devient partenaire de l'armée américaine, en effectuant des recherches sur l'uranium dans le cadre du projet Manhattan, qui vise à la construction de la première bombe atomique.
En 1945, Monsanto débute la production d’herbicides et d’insecticides. Monsanto et plusieurs autres entreprises chimiques, notamment Dow Chemical, fournissent des désherbants contenant des dioxines, dont l'agent orange, à l'armée des États-Unis lors de la guerre du Viêt Nam, en particulier entre 1961 et 1971.
Le 8 mars 1949, l'explosion de l'usine Monsanto de Nitro qui fabrique l'herbicide 2,4,5-T contenant des dioxines expose les ouvriers à ces composés toxiques et deux cents d'entre eux développent des chloracnés.
En 1950, Monsanto et American Viscose (en) créent en coentreprise Chemstrand. Chemstrand produira les fibres acryliques Acrilan, inventées par Monsanto et Nylon, sous licence DuPont. Par la suite, Chemstrand deviendra Solutia. En 1957 a lieu l’inauguration de la Maison du Futur de Monsanto à Disneyland, entièrement réalisée en matériaux plastiques issus des technologies Monsanto.

### Entreprise tournée vers l'agriculture et spécialisée dans les engrais

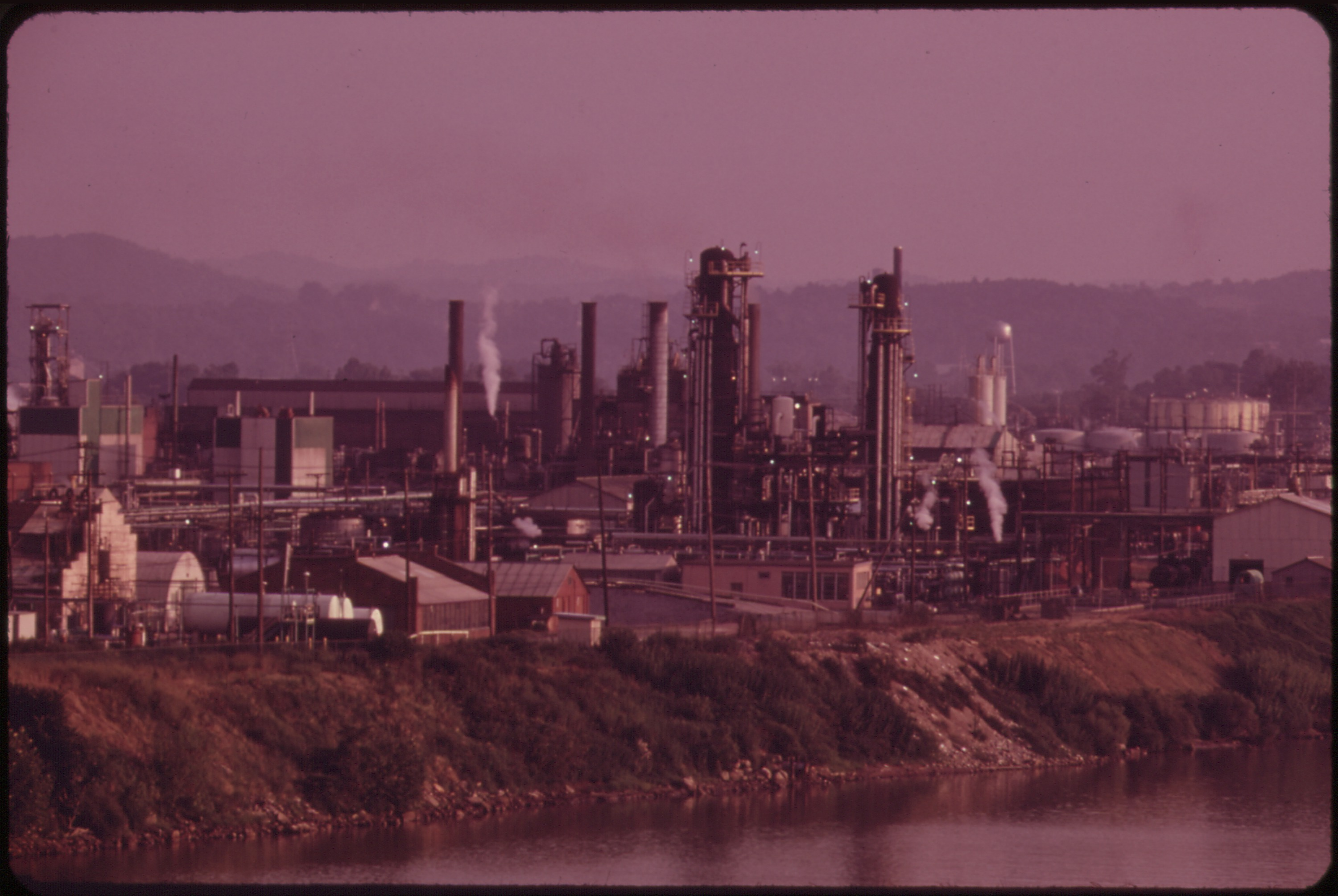
Usine Monsanto à Charleston (Virginie-Occidentale) en 1973.

La division agriculture est officiellement créée en 1960, année qui marque la conversion de la firme en une entreprise tournée vers l'agriculture et spécialisée dans les engrais. La Fondation Monsanto voit le jour en 1964.
L’herbicide au glyphosate Roundup est commercialisé en 1974 en Malaisie et au Royaume-Uni, puis en 1976 aux États-Unis.

### Concentration vers l'agro-industrie: la firme biotechnologique produit semences, phytosanitaires et organismes génétiquement modifiés
La firme investit en 1978 dans des programmes de biologie moléculaire.
En 1982, les chercheurs de Monsanto réussissent à modifier génétiquement une cellule de plante. L’année suivante, en 1983, leurs premières plantes génétiquement modifiées voient le jour dans les serres de la société.
Monsanto Hybritech Seed International est créé avec le rachat en 1982 du programme de recherche sur le blé de la société Dekalb. Puis en 1985, Monsanto acquiert le laboratoire pharmaceutique GD Searle & Co., notamment fabricant du célèbre aspartame NutraSweet pour 2,7 milliards de dollars. Dans cette fusion, l'aspartame de Searle entreprise est devenu une filiale distincte de Monsanto, la NutraSweet Company. Le PDG de NutraSweet, Robert Shapiro, devient PDG de Monsanto de 1995 à 2000.
En 1993, leur premier produit issu des biotechnologies destiné aux élevages bovins est commercialisé : le Posilac est une hormone de croissance transgénique injectée aux vaches pour augmenter leur lactation de près de 20 %.
À partir de 1993, Monsanto se développe par une succession d’acquisitions d’entreprises dans les trois secteurs qui deviendront le cœur de son activité : nutrition, santé et agriculture. Ce développement s’accompagne de la cession des activités liées aux matériaux plastiques.
Entre 1995 et 1997, de nombreuses plantes génétiquement modifiées reçoivent les autorisations de commercialisation : la pomme de terre transgénique NewLeaf, coton Bt, maïs YieldGard, soja Roundup Ready, colza Roundup Ready et coton Roundup Ready (ces trois derniers étant résistants à l'herbicide Roundup).
En 1996, Monsanto acquiert Agracetus, ainsi qu'une participation majoritaire dans Calgene, les créateurs de la tomate Flavr Savr, et 40 % de DeKalb Genetics Corporation (en). Monsanto a acheté le reste de Dekalb en 1998.
En 1997, Monsanto transfère sa division produits chimiques industriels et fibres à la société Solutia. Cette scission n'a pas empêché Monsanto et Solutia d'être conjointement condamné à verser 700 millions de dollars pour sa responsabilité liée à la contamination par les PCB dans et autour de ses usines de l'Illinois et de l'Alabama. En janvier, Monsanto annonce l'achat de Holden's Foundations Seeds, une entreprise de semences privée. En acquérant Holden, Monsanto est devenue le plus grand producteur américain de lignée parentale de maïs servant à produire des hybrides. Le prix d'achat combiné a été de 925 millions de dollars. En outre, en avril, Monsanto a acheté les actions restantes de Calgene. Toujours en 1997 Monsanto a acquis ASGROW Agronomics (producteur majeur de semence de soja) et la division Semences de CARGIL.
En 1999, Monsanto vend NutraSweet Co. spécialisé dans les édulcorants et ses activités dans le secteur des gommes naturelles et des additifs alimentaires épaississants.
Au printemps 2000, Monsanto fusionne avec le laboratoire pharmaceutique Pharmacia & Upjohn pour créer Pharmacia. La division agriculture de Pharmacia Corporation conservera le nom Monsanto. Dans le cadre de cet accord, Monsanto s'est engagée à indemniser Pharmacia corporation contre toutes responsabilités qui pourraient être engagées à partir de jugements contre Solutia. En conséquence, le nouveau Monsanto continue à être partie prenante à de nombreux procès qui se rapportent aux opérations de l'ancien Monsanto. La firme diffuse une charte : The New Monsanto Pledge.
En 2001, année du centenaire de Monsanto, l’Afrique du Sud cultive pour la première fois le soja Roundup Ready récolté en 2002. L’adoption des biotechnologies en agriculture connaît une croissance lente mais régulière. En 2002, l’Inde plante pour la première fois du coton Bt (Bollgard), en pleine crise indienne du coton, la production ayant été médiocre en 2000, 2001 et 2002.
2002 marque la scission avec Pharmacia qui fait de Monsanto une entreprise indépendante, entièrement spécialisée dans l’agriculture.
En 2005, Monsanto a acquis Emergent Genetics et ses marques de coton Stoneville et NexGen cotton. Emergent est la troisième plus grande société américaine de graines de coton, avec environ 12 pour cent du marché américain. L'objectif de Monsanto était d'obtenir « une plate-forme stratégique de germoplasme et de traits de coton ». Acquisition de Seminis, entreprise de semence légumières, issue de fusion/acquisition d'entreprises hollandaise, brésilienne et coréenne du même secteur.
Monsanto dépose également de nombreuses demandes de brevets sur une méthode de sélection porcine assistée par marqueurs à l'OMPI[réf. nécessaire].
En juin 2007, Monsanto conclut son acquisition de Delta and Pine Land Company (en), un obtenteur majeur de semences de coton, pour 1,5 milliard de dollars. Comme condition préalable à l'approbation de l'achat du ministère de la Justice, Monsanto a été obligé de céder Stoneville à Bayer, et NexGen à Americot. Monsanto a aussi quitté le secteur de l'élevage porcin en vendant la génétique de Monsanto Choice Genetics à Newsham en novembre.
En 2008, Monsanto achète l'entreprise de semences néerlandaise De Ruiter Seeds pour 546 millions d'euros, et vend Posilac et ses activités connexes à Elanco Animal Health, une division de Eli Lilly en août pour 300 millions de dollars plus « contrepartie conditionnelle supplémentaire ».
En 2009, Monsanto cède son activité semence de tournesol à Syngenta
En 2011, Monsanto a acquis Beeologics, société de recherche sur la santé des abeilles qui développe une technique de lutte contre Varroa à l'aide d'interférence par ARN. Cette acquisition doit se replacer dans le contexte d'une stratégie globale d'investissement et de positionnement dans les technologies ARN. L'interférence par ARN est considérée comme ayant un potentiel important dans la lutte ciblée contre les nuisibles via les OGM ou de simple pulvérisation. Aucune application pratique n'est commercialisé à ce jour[Quand ?].
En octobre 2013, Monsanto acquiert Climate Corporation (en), une société américaine de géomatique pour l'agriculture, pour 930 millions de dollars, ce qui serait sa plus grande acquisition externe depuis 7 ans.
En mai 2015, Monsanto fait une offre d'acquisition d'une valeur de 45 milliards de dollars sur un de ses plus importants concurrents, Syngenta. Cette offre d'acquisition est constituée à 45 % de liquidités et à 55 % d'échanges d'actions,.
Cette offre est refusée par les dirigeants de Syngenta et fait suite à une offre similaire en 2014, également refusée. Les principales raisons du refus de Syngenta sont, outre une offre de prix trop basse, le risque que cette opération soit refusée ou grandement amendée par les autorités de la concurrence de par le poids des deux groupes dans les pesticides et les semences végétales,. Ainsi Syngenta souhaite une pénalité de rupture de contrat en cas de refus des autorités de la concurrence de 4,5 milliards de dollars au lieu de 2 milliards. À la suite de ce refus, Monsanto renouvelle son offre en juin puis en août 2015, avec cette fois-ci une offre de 47 milliards de dollars et une indemnité de rupture de 3 milliards de dollars,, avant d'abandonner le même mois.
En octobre 2015, Monsanto annonce la suppression de 2 600 postes dans un calendrier de deux ans, restructuration liée à la baisse de son bénéfice. En novembre 2015, John Deere annonce acquérir les activités de matériels de plantations de précisions de Monsanto, Precision Planting, pour un montant inconnu. Monsanto avait acquis cette entreprise en 2012 pour 250 millions de dollars.
En mai 2016, Bayer annonce le lancement d'une offre d'acquisition de 62 milliards de dollars sur Monsanto, après deux semaines de rumeurs,,. En juin 2016, Monsanto annonce la création d'une coentreprise avec Remington Holding, qui possédera ses activités aux États-Unis de semence de sorgho, induisant un désengagement de Monsanto dans cette activité.
Néanmoins cette acquisition (pour 66 milliards de dollars, soit 56 milliards d’euros) annoncée en 2016 a fait en 2017 l’objet d’une enquête approfondie par la Commission européenne qui craint ses effets délétères sur la concurrence dans les secteurs des pesticides, des semences et des caractères agronomiques (« hausse des prix, une baisse de qualité, une réduction du choix et un recul de l’innovation » . Margrethe Vestager (commissaire européenne chargée de la politique de la concurrence) estime que « les semences et les pesticides sont essentiels pour les agriculteurs et, en définitive, pour les consommateurs. Nous devons garantir une concurrence effective, de manière à permettre aux agriculteurs d’avoir accès à des produits innovants de meilleure qualité et à des prix compétitifs ». Elle a ajouté que « dans le même temps, il faut préserver un environnement dans lequel les entreprises peuvent innover et investir dans des meilleurs produits ». Ce travail a été annoncé comme pouvant prendre 3 à 4 mois. Si la fusion se fait le groupe sera dominant dans le secteur des  pesticides et des semences ainsi que des OGM et caractères agronomiques, « la plus grande entreprise intégrée dans cette branche d’activité ».

### Rachat par Bayer et disparition programmée de la marque Monsanto
Le 14 septembre 2016, Monsanto est officiellement racheté par Bayer pour 66 milliards de dollars.
Le 4 juin 2018, Bayer annonce la disparition pure et simple de la marque Monsanto, pour des raisons d'image de marque défavorable.

## Productions

### Production actuelle
L'entreprise Monsanto produit :
- des herbicides, comme le Lasso, le Roundup, et des fongicides, comme Latitude. En 2006, Monsanto commercialisait neuf variétés de maïs génétiquement modifiées, sept de coton, une de soja, une de luzerne et une de colza, pour leur conférer une résistance à son herbicide Roundup. Monsanto vend aussi une variété de colza et une de soja avec des teneurs plus faibles en acide linoléique[44].
- des semences conventionnelles (commercialisées, entre autres, sous les marques Dekalb, Asgrow, D&PL, Deltapine et Seminis) ou OGM (soja, maïs, coton, colza). En 2007, Syngenta, Bayer, Monsanto, BASF, Dow et DuPont vendent 85 % des pesticides achetés dans le monde, un marché de trente milliards de dollars américains[45].

### Production notables arrêtées
- Les hormones de croissances produites de manière naturelle ayant été à l'origine d'un des plus grands scandales sanitaires des années 80, elles sont aujourd'hui produites par génie génétique. Monsanto en produisait ainsi de 1994 à 2008 sous le nom Posilac.
- Le polychlorobiphényle, interdit aujourd'hui, l'usine Monsanto ayant fermé en 1977.

### Production transférée
- l'aspartame sous le nom NutraSweet jusqu'en 2000, revendu à J.W. Childs Associates.

## Procédures judiciaires contre Monsanto

### Concernant l'agent orange utilisé pendant la guerre du Viêt Nam
Comme les autres fabricants de l'agent orange, herbicide et défoliant utilisé par l’armée américaine pendant la guerre du Viêt Nam, qui s’est révélé contenir un fort taux d'impuretés cancérigènes et tératogènes, Monsanto s'est vue intenter des procès par des vétérans américains et sud-coréens ainsi que par une association de victimes vietnamiennes, dont certains ont abouti à une condamnation de la société : ce sont 466 millions d'euros qui ont dû être versé par cette dernière et la société Dow Chemicals .

### Concernant les PCB
La première étude suggérant la dangerosité potentielle de la dioxine, de composition assimilable à celle des polychlorobiphényles (PCB), utilisés comme retardateurs de flammes et isolants, parut aux États-Unis en 1937. Le problème soulevé par les médecins concerne à cette époque le développement de chloracné chez certains travailleurs des entreprises productrices ou utilisatrices des PCB. La même année, la Harvard School of Public Health organise une conférence à laquelle assistent des représentants des entreprises productrices de PCB dont Monsanto.
En 1966, l'étude du Suédois Soren Jensen montre que le PCB est responsable de problèmes environnementaux majeurs en Europe du Nord à cause de sa capacité à s'accumuler tout au long de la chaîne alimentaire (le lait maternel, les rivières, les poissons, les fruits de mer, la faune et la flore). Un constat identique de bioaccumulation est réalisé en 1968 pour les États-Unis par le Dr. Robert Riseborough de l'université de Californie à Berkeley. La firme reconnaîtra l'année suivante la dangerosité des PCB.
En 1983, R.R. Suskind publie un article démontrant que les études menées par Monsanto sur un groupe de travailleurs exposés accidentellement en 1947 à la molécule 2,3,7,8-tétrachlorodibenzo-p-dioxine (dioxine de Seveso) contenue dans l'acide 2,4,5-trichlorophénoxyacétique (2,4,5-T), composant de l'agent orange, avaient été falsifiées dans le but de démontrer l'innocuité du produit. Un rapport interne à l'entreprise, aujourd'hui déclassifié, affirme cependant, dès le début des années 1950, qu'il est nécessaire de « donner l'alarme » au sujet des PCB, car « la toxicité de ses composants a été démontrée de manière répétée ». En 1953, des chimistes de l’entreprise avaient testé les PCB sur des rats et découverts que, en doses moyennes, ils tuaient plus de 50 % des cobayes. L’entreprise connaissait donc de manière certaine à partir de 1953, soit plus de dix ans avant la prise de conscience générale de la communauté scientifique, les risques liés aux PCB.
En 2002, Monsanto a été attaquée en justice par 3 450 résidents de la ville d'Anniston (Alabama) pour la contamination de rivières et du sol aux PCB. Des documents internes montrèrent que la firme savait depuis plus de 30 ans que les poissons des rivières environnantes étaient contaminés par les rejets d'une de ses usines. Selon un rapport déclassifié, établi en mars 2005 par l'Agence de protection de l'environnement des États-Unis (EPA), 308 000 tonnes de PCB ont été fabriquées à Anniston de 1929 à 1971. Sur ce total, 32 000 tonnes de ces déchets contaminés ont été déposées dans une décharge à ciel ouvert, située sur le site même, au cœur de la communauté noire de la ville. À l'issue de ce procès, Monsanto a été jugée coupable d’avoir pollué « le territoire d’Anniston et le sang de sa population avec les PCB » et condamnée à payer 700 millions USD de dommages-intérêts. La firme signa, en marge du procès, un accord avec l'EPA pour un plan de nettoyage de la ville. Aucune peine de prison n'a été retenue contre les responsables de la firme (dans le droit américain il est difficile d'atteindre des personnes physiques au pénal pour des activités d'une personne morale (=entreprise)), qui plus est il aurait fallu poursuivre les dirigeants de l'époque, le procès ayant eu lieu 30 ans après la fin du délit et 80 ans après le début du délit, ce qui pose des problèmes de prescription et de présence des responsables morts de vieillesse.
Monsanto possédait un centre de production de PCB à Newport dans le sud du Pays de Galles. The Guardian a révélé en 2007 que la firme avait payé des entrepreneurs pour enfouir des centaines de tonnes de déchets hautement toxiques de PCB sur le site de Groesfaen, à proximité de Cardiff, tout en connaissant les risques de contamination pour l’environnement et les habitants proches de la zone. L’entreprise a continué à produire des PCB et à rejeter les déchets au pays de Galles jusqu’en 1977, plus d’une décennie après qu’il avait été établi que la contamination des populations et de l’environnement ne faisait aucun doute.

### Concernant le Roundup
Deux plaintes ont porté sur des mentions mensongères placées sur l’emballage du désherbant Roundup et concernant sa biodégradabilité. La première plainte contre l'herbicide a été déposée aux États-Unis dans l'État de New York. Le procureur général de cet État a condamné Monsanto, en 1996, au retrait des mentions jugées mensongères sur tous les emballages du désherbant incriminé.
En France, en janvier 2007, la 5e chambre du tribunal correctionnel de Lyon a condamné les sociétés Monsanto et Scotts France (distributeur du Roundup) à 15 000 euros d'amende pour publicité mensongère à la suite d'une plainte déposée par les associations Eau et rivières de Bretagne et UFC-Que choisir au sujet de l'étiquetage de l'herbicide. Le Roundup était, jusqu'à cette date, abusivement étiqueté en France « biodégradable » et « respecte l'environnement ».
Le fait est que si le glyphosate est effectivement rapidement dégradé, ses produits de dégradation dont l'AMPA s'accumulent dans les nappes phréatiques. Ce jugement confirmé en appel fin octobre 2008 a conduit Monsanto à se pourvoir en cassation. Son pourvoi a été rejeté en octobre 2009.
Dans le cadre de l'affaire des Monsanto Papers, la justice américaine déclassifie le 16 mars 2017 des correspondances internes de Monsanto, qui montrent que l'entreprise s'inquiétait dès 1999 du potentiel mutagène du glyphosate. Or le 15 mars, ce produit avait été jugé comme non cancérigène et non mutagène par l'Agence européenne des produits chimiques (ECHA).
Le 9 juillet 2018, Monsanto est engagée dans un procès à San Francisco à la suite de la plainte de Dewayne Johnson, jardinier atteint d'un cancer (lymphome non hodgkinien) en phase terminale diagnostiqué en 2014, et à qui il reste deux ans à vivre selon les médecins, après avoir pulvérisé du Roundup puis du Ranger Pro, plus puissant, pendant plus de deux ans. Le 10 août 2018, Monsanto est condamnée à verser 290 millions de dollars de dommages et intérêts à Dewayne Johnson. Les jurés ont déterminé que Monsanto avait agi avec « malveillance » concernant les propriétés cancérigènes de son herbicide Roundup et sa version professionnelle RangerPro, qui ont « considérablement » contribué à la maladie du plaignant.
Monsanto a interjeté appel mais au moins 4000 autres cas de cancers sont en attente de jugement.
Un jury américain, d'un tribunal d’Oakland, inflige le 13 mai 2019 un troisième camouflet de taille à Monsanto, détenu par Bayer, en le condamnant à verser 2 milliards de dollars aux époux Pilliod, un couple d’Américains atteints d’un cancer qu’ils attribuent au Roundup. Monsanto interjete appel.

### Concernant le Lasso
Un agriculteur charentais, Paul François, a porté plainte contre Monsanto. Il avait été intoxiqué par du Lasso alors qu'il nettoyait une cuve d'épandage en 2004. Au terme du procès, qui s'est ouvert le 12 décembre 2011 devant le tribunal de grande instance de Lyon, Monsanto a été jugé responsable le 13 février 2012 de l'intoxication de l'agriculteur, mais a fait appel de la décision. Monsanto perdra finalement en appel le 10 septembre 2015.
Le Lasso est interdit de vente en France depuis 2007.
Paul François avait obtenu gain de cause en première instance et en appel. Monsanto s'étant pourvu en cassation, l'affaire a été de nouveau examinée devant la cour d'appel le 6 février 2019. En avril 2019, Monsanto est reconnu responsable du dommage causé à Paul François. En novembre 2023, un jugement condamne Bayer, qui a racheté Monsanto, à indemniser l’agriculteur à hauteur de 11 135 €.

### Concernant les aubergines OGM
L'autorité nationale de biodiversité indienne a annoncé en août 2011 qu'elle portait plainte contre Monsanto pour acte de biopiraterie. Monsanto est accusé d'avoir utilisé une variété locale d'aubergine sans l'autorisation du gouvernement indien, l'autorité nationale de la biodiversité a considéré que la production de l'aubergine transgénique BT-Brinjal constituait un cas de biopiraterie et recommandé d'entamer des poursuites contre l'entreprise Monsanto,. Selon l'autorité indienne, « Monsanto a volontairement ignoré la loi. »,

## Procès intentés par Monsanto

### OGM
Du milieu des années 1990 à 2004, Monsanto avait poursuivi, en Amérique du Nord, 147 agriculteurs et 39 entreprises agricoles pour violation de brevet en relation avec des OGM. La majorité de ces procès concerne l'utilisation d'une partie de la récolte comme semence pour l'année suivante. Cette pratique est possible avec le soja qui s'autoféconde. Selon un rapport du Center for good safety, quelques cas concernent des cultures de plantes qui auraient été, d'après les agriculteurs concernés, contaminées par dissémination. Le plus célèbre est Monsanto contre Percy Schmeiser. Selon ce rapport, Monsanto possède un budget de 10 millions d'USD et une équipe de 75 personnes chargées de la surveillance et de la poursuite judiciaire des fermiers utilisateurs de ses produits. Percy Schmeiser a été condamné une fois la démonstration faite qu'il avait volontairement récolté sur une petite surface en bordure de route, traité et semé sur l'ensemble de son exploitation des graines qu'il savait OGM. La condamnation la plus lourde rendue contre un agriculteur s'est élevée à 3 052 800 USD, le niveau moyen des peines dépasse 400 000 USD. En 2004, la firme avait reçu 15 253 602 USD à la suite des divers procès qu'elle a intentés. Cependant, l'ensemble des arrangements conclus entre Monsanto et les fermiers, pour que cette dernière abandonne ses poursuites, ne sont pas comptabilisés. Monsanto déclare effectuer chaque année 500 contrôles chez des fermiers utilisant ses semences.

#### Monsanto contrePercy Schmeiser
En 1998, la firme a attaqué le fermier canadien Percy Schmeiser et son épouse pour vol de semences brevetées. Ce fermier sélectionnait lui-même des plants de colza transgénique résistants au Roundup, qui avaient poussé dans un de ses champs de culture conventionnelle à la suite d'une dissémination. La justice canadienne a établi qu'en traitant directement ce champ au Roundup, et en récupérant les graines des plantes qui avaient résisté au Roundup pour les faire traiter dans une usine de traitement de semences, Monsieur Schmeiser avait délibérément tenté de se procurer frauduleusement des graines protégées par un brevet.
En mai 2004, cinq juges contre quatre ont décrété que les Schmeiser avaient violé le brevet de Monsanto en utilisant des semences en connaissance de cause sans payer de droits. Aucune sanction financière n'a été retenue, Monsanto n'a pas réclamé de dommage dans la mesure où Percy Schmeiser n'a retiré aucun bénéfice de la violation de brevet : il n'a pas revendu de semences et n'a pas utilisé de Roundup en post-levée sur ces champs.
En 2005 une deuxième affaire survint entre M. Schmeiser et Monsanto, après que l'agriculteur eut de nouveau trouvé du colza génétiquement modifié de Monsanto dans ses plantations. Il fit débarrasser les plantes OGM par un professionnel et envoya la facture à Monsanto, 660 CAD. Monsanto refusa de payer tant que Schmeiser et sa femme ne s'engageraient pas à ne rien communiquer de l'affaire. Les deux parties sont finalement parvenues à un accord à l'amiable.

#### Soja argentin
Monsanto s'est vu, depuis 1995, refuser un brevet pour son soja Roundup Ready en Argentine. La société a, dans un second temps, tenté de négocier la perception de redevances de 15 USD pour chaque tonne de soja argentin exportée vers les ports européens. Devant l'échec des négociations avec le gouvernement argentin, elle a intenté, en juin 2005, plusieurs actions judiciaires contre des importateurs de farine de soja argentine au Danemark et aux Pays-Bas, en alléguant une infraction contre ses droits sur le gène RR en Europe. En mai 2006, un juge danois a donné à l'Argentine le droit de se joindre aux importateurs danois pour assurer leur défense.

### Étiquetage et hormone de croissance
(1er novembre 2017).
En 2003, Monsanto a poursuivi la firme laitière Oakhurst Dairy, implantée dans le Maine, pour avoir étiqueté ses produits de la mention : « la garantie de nos fermiers : pas d’hormone de croissance artificielle ». Selon l'entreprise, cette publicité, en sous-entendant qu'elle présente des dangers pour la santé, serait une entrave commerciale à la somatotropine bovine, une hormone de croissance recombinante produite par Monsanto. Un accord a été conclu entre les deux compagnies dont les termes sont restés confidentiels. Pour que la mention « pas d’hormone de croissance artificielle » continue d'apparaître sur ses produits, Oakhurst Dairy s'est engagée à ajouter que la Food and Drug Administration affirme que ce lait ne présente pas de différence significative avec le lait produit par des vaches traitées avec des hormones de croissance. 10 % du lait vendu aux États-Unis sont estampillés « sans rBGH ».
En avril 2007, Monsanto a déposé une plainte auprès de la FDA demandant que soit interdite toute mention stipulant qu'un produit est issu d'une vache non traitée aux hormones de croissance artificielles.

## Coton transgénique indien
Monsanto produit le trait génétique Bollgard I (MON 531), qui permet au coton de produire un insecticide d'origine bactérienne efficace contre les lépidoptères, notamment le papillon ravageur du coton (Pectinophora gossypiella). Ce trait n'augmente pas intrinsèquement le rendement de la plante mais réduit les charges en insecticides et réduit les risques de perte de récolte.
Commercialisé depuis 2002 par Mahyco Monsanto Biotech India Ltd mais aussi par d'autres semenciers qui exploitent la licence de Monsanto, le coton OGM fut rapidement adopté par les paysans indiens, en moins de dix ans 90 % de la surface de coton devient OGM et hybride, dont une partie à partir de semence OGM pirate. La production de coton augmenta rapidement, passant de 303 kg de fibre par ha en 2002-2003 à 520 kg en 2006-2007. Il est à noter que la vente de semence de coton OGM est régulée dans certains États indiens, un prix maximum est imposé aux entreprises de semence. Après un pic de 554 kg/ha en 2007-2008, les rendements ont ensuite présenté jusqu'à la saison 2012-2013 une baisse supérieure à 10 % avec un rendement moyen régressant à 493 kg/ha.
Accusé de provoquer la ruine et le suicide de nombreux paysans, le coton OGM fait l'objet d'un débat passionné quant à ses effets sur les revenus de ceux qui le cultivent. Le taux de suicide chez ces derniers depuis l'introduction du coton OGM n'a pas augmenté. Des travaux sur un échantillon ont montré que les cultivateurs ayant adopté le coton OGM ont pu augmenter leurs rations alimentaires et diminuer de 20 % le taux de sous-alimentation ,, que le revenu global des foyers a augmenté, notamment en raison d'un recours accru au salariat féminin y compris dans les familles les plus pauvres. Ces gains économiques expliqueraient la diffusion rapide de la technologie OGM.
Toutefois, pour Dominic Glover, il n'est pas possible de tirer de conclusions d'un faible nombre d'études sur une durée limitée sur les liens entre culture de coton Bt et augmentation des revenus des cultivateurs les plus pauvres. En 2014 plusieurs organisations de paysans indiens regroupés au sein du National Farmer Empowerment Initiative ont adressé une pétition au ministère indien de l'environnement d'autoriser de nouveaux essais d'OGM. Ces paysans craignent que le moratoire sur les recherches de nouvelles biotechnologies ait un effet ruineux sur les agriculteurs et leur interdisent l'accès à des technologies cruciales pour améliorer leur niveau de vie.
Jusqu'en mars 2010, Monsanto affirmait qu'« il n'y avait jamais eu de cas avéré de baisse des rendements de cultures de coton ou de céréales Bt attribuable à la résistance d’un insecte » avant de publier en mai 2010 les résultats d'une étude montrant une baisse de sensibilité du papillon à la variété de coton Bt Bollgard I dans la région de Gujarat. Dans ce communiqué, Monsanto ne donne pas d'information sur les conséquences sur le rendement des cultures,.
Cette étude a été critiquée par les autorités indiennes : n'observant pas de problème sur le terrain, ces dernières considèrent cette étude comme étant une manœuvre de Monsanto, visant à forcer l'adoption de la technologie Bollgard II, plus rentable pour l'entreprise, car son prix n'est pas régulé par les autorités.

## Sites de recherche et de production de semences en France
Monsanto possède plusieurs sites de recherche en France, chacun consacré à une espèce végétale : Andard (maïs, fermé en août 2016), Boissay (colza), La Mézière (maïs), Monbéqui (tournesol, maïs).
Il possède également plusieurs sites de production de semences : Sauzet (tournesol et maïs, fermé en 2010), Trèbes (maïs) et Autry-le-Châtel près de Gien (tomates, concombres, poivrons et aubergines).
Certains sont à la fois des sites de recherche et de production : Peyrehorade (maïs et colza) et Saint-Amand-Longpré (colza).
Il existe d'autres implantations de Monsanto en France : Toury et Beaumont-de-Lomagne.

## Critiques
En 2017, Monsanto est reconnue coupable d’atteinte aux droits humains par le procès citoyen, "Tribunal Monsanto",  intenté au géant de l’agrochimie, les juges  demandent la reconnaissance de l’écocide dans le droit international.
Monsanto est l'objet de critiques régulières concernant sa vente à l'armée américaine dans les années 1970 de l'agent orange.
On estime que 400 000 personnes ont été tuées ou mutilées par leur exposition à l'agent orange. Le Vietnam revendique deux millions de personnes malades, et un demi-million d'enfants nés avec des malformations lourdes, en raison de l'agent orange.
Il est également reproché à Monsanto par les anti-OGM la commercialisation d'OGM agricoles, parfois suspectés de nuire à l'environnement et d'être nocifs pour la santé humaine. Une étude controversée et finalement invalidée de Gilles-Éric Séralini concernant le maïs NK 603 a par exemple été très médiatisée en 2009.
Monsanto a été condamnée pour publicité mensongère concernant son produit Roundup abusivement présenté comme biodégradable.
Monsanto fait aussi l'objet de critiques concernant la commercialisation d'hormone de croissance bovine. On lui reproche les effets indirects et pervers de cette hormone qui, en augmentant la production de lait de 15%, entraîne l'inflammation des pis et une augmentation du taux de globules blancs (pus) dans le lait. Les vaches doivent alors être constamment traitées par des antibiotiques finalement retrouvés dans le lait mis sur le marché.
Monsanto et de nombreux gouvernements sont accusés par plusieurs associations d'avoir dissimulé et falsifié les résultats d'études épidémiologiques montrant la toxicité de la dioxine,.
L'entreprise a fait et continue de faire l’objet d'enquêtes et d'actions en justice concernant à la fois les produits chimiques ou issus du génie génétique qu'elle met sur le marché et ses méthodes de lobbying offensives.
Monsanto est accusée de promouvoir des produits nocifs pour la santé et les écosystèmes et de falsifier les résultats d'enquêtes scientifiques, accusations portées entre autres par un ancien directeur de filiale de la firme. Il lui est également reproché son emprise sur certains personnels académiques, par exemple après qu'elle a fait rentrer au comité éditorial de la revue Food and Chemical Toxicology, l'un de ses anciens salariés, professeur à l'université du Nebraska.
Dans le cadre des débats autour de la brevetabilité du vivant, Monsanto a été très attaquée pour sa technologie dite « terminator » (aussi utilisée sous licence par d’autres entreprises de biotechnologies), qui rend stériles les graines de seconde génération des semences OGM, pour limiter le « piratage » de leurs semences brevetées, notamment dans les pays qui ne respectent pas le principe de propriété intellectuelle. À la suite de ces débats et pressions, Monsanto s’est engagée en 1999 à ne pas utiliser cette technologie dans les années à venir tout en continuant à travailler à des solutions de ce type et à déposer des brevets.
En France, des centaines de personnalités politiques et journalistes ont été illégalement fichés par Monsanto, en fonction de leur position sur le glyphosate.

### Critique de la stratégie commerciale, l'exemple de la production de soja SRR au Brésil
Le soja transgénique rendu tolérant à l'herbicide RoundUp de Monsanto, dit soja SRR est légalement commercialisé depuis 2004 au Brésil.
Depuis, Monsanto a déterminé les règles de production des semences SRR. Les agriculteurs en produisant signent avec un distributeur unique de semence un contrat de licence exclusif, sur une variété précise, avec un distributeur unique, et sont obligés de vendre la totalité de leur production à ce même distributeur. Le distributeurs, souvent une filiale de Monsanto, fournit les semences OGM, les engrais et les pesticides de la maison mère. Monsanto récupère ensuite des royalties, à l'achat des semences puis lors « d'un droit de commercialisation », lors du stockage, etc. correspondant à 15% de la valeur des grains.

### Monsanto Protection Act
En mars 2013, un amendement d'une loi budgétaire américaine, surnommé Monsanto Protection Act (en), provoque des critiques chez les défenseurs de l'environnement car il permet la mise en culture de plantes génétiquement modifiées, même sans homologation, sans que la justice américaine puisse s'y opposer.

### Pétition en faveur de l'interdiction du glyphosate en Europe
Une pétition est lancée en 2016 demandant aux gouvernements des pays membres de l'Union Européenne  de ne pas approuver l’extension de l'autorisation du glyphosate. Cette substance est classée comme substance « cancérigène probable » (liste 2A) selon le CIRC (Centre international de recherche sur le cancer). Les États membres de l'Union Européenne ont refusé le lundi 6 juin la ré-autorisation provisoire de 18 mois du glyphosate en Europe, le principe actif contenu dans le Roundup, le pesticide produit par le groupe Monsanto.
Le jeudi 28 septembre 2017 le Parlement européen décide d'interdire son accès au personnel de Monsanto, à la suite de tentatives d'influencer l'évaluation de la dangerosité du Roundup.

### Tribunal citoyen à la Haye
Le samedi 15 et le dimanche 16 octobre 2016, à La Haye, un tribunal citoyen, organisé, entre autres, par l’activiste indienne Vandana Shiva, l’avocate française Corinne Lepage, l’ancien rapporteur spécial des Nations unies sur le droit à l’alimentation Olivier De Schutter, Ronnie Cummins, directeur international de l’organisation de consommateurs américaine Organic Consumers Association (OCA), présente « les crimes de Monsanto. Enfants malformés, agriculteurs malades ou ruinés, eaux polluées et sols détruits… ».
Selon le journal Reporterre, les cinq juges ont toutes les cartes en main pour rédiger un avis consultatif, dont la juge Françoise Tulkens pense qu’il permettra « à des avocats, des juges, des tribunaux, d’intervenir, d’aller plus loin sur les questions de responsabilité, de réparation des dommages causés par Monsanto. Mais aussi de faire progresser le droit international des droits humains ».
Le mardi 18 avril 2017, le Tribunal citoyen rend son avis consultatif. Monsanto est reconnue coupable de pratiques violant de nombreux droits humains et d'atteinte à l'environnement.

### Monsanto Papers
Les Monsanto Papers sont un ensemble de plusieurs milliers de documents rendus publics en 2017 par Monsanto en raison de plusieurs plaintes pour empoisonnement aux États-Unis, et les enquêtes qui en découlent. Elles montrent l'étendue des moyens de lobbying utilisés par l'entreprise pour vanter ses produits et empêcher les critiques, mais aussi des pratiques de conflit d'intérêts, corruptions et fraudes scientifiques.

### Don de semences contesté aux paysans d'Haïti
À la suite du tremblement de terre du 12 janvier 2010 à Haïti, Monsanto a annoncé qu'il allait donner gratuitement 475 tonnes de semences aux paysans haïtiens, avec le soutien de l'ambassade américaine à Haïti.
Un économiste haïtien a déclaré que « les paysans haïtiens ont traditionnellement la capacité de produire et de reproduire leur propre semence, organique et locale, à destination de leur famille et du marché de proximité. Monsanto veut intégrer les agriculteurs sur un marché qu’ils ne contrôlent pas en matière de qualité de semence et de prix [et] faire du paysan haïtien un assisté plutôt qu’un producteur ».
Des milliers de paysans haïtiens ont manifesté contre Monsanto et dénoncé la volonté de la multinationale de détruire l'agriculture paysanne, la biodiversité et de rendre les paysans locaux dépendants de ses produits.

### Propagande
Monsanto a créé de faux groupes d'agriculteurs contre l’interdiction du glyphosate dans au moins sept pays d'Europe. En France, ce groupe s’appelait « Agriculture et Liberté » et prétendait être « un groupe d'agriculteurs français unis pour protéger notre mode de vie et nos moyens de subsistance ».
Un dirigeant de Monsanto évoque un budget de 16 ou 17 millions de dollars pour des opérations de communication dans les médias autour du glyphosate pour l'année 2016.

### «Fichier Monsanto»
Le 9 mai 2019, le journal Le Monde révèle l'existence d'une liste de 200 noms établie fin 2016 par un cabinet de lobbying pour Monsanto, associé à une « cartographie d'opinions » ; en plein débat sur le renouvellement de l’autorisation du glyphosate : responsables politiques et fonctionnaires, journalistes, dirigeants d’organisations professionnelles et d’organisations publiques, et même scientifiques, avec leurs identités et opinions sur le glyphosate, les pesticides ou les OGM. Or le code pénal interdit la constitution de toute base de données à caractère personnel « faisant apparaître les opinions politiques et philosophiques d’une personne sans son consentement ».
Le parquet de Paris a ouvert le lendemain une enquête préliminaire visant les délits de « collecte de données personnelles par un moyen frauduleux, déloyal ou illicite », « enregistrement de données à caractère personnel sensible sans l'accord de l'intéressé et transfert illicite de données à caractère personnel » et de « traitement automatisé de données personnelles sans déclaration préalable à la CNIL ». Bayer a présenté ses excuses trois jours plus tard.
En juillet 2021, la CNIL inflige à Monsanto une amende administrative de 400 000 euros pour avoir fiché illégalement des personnalités à des fins de lobbying,.

### Exonération fiscale en Suisse
De 2005 à 2014, le siège européen de Monsanto à Morges (Suisse) ne payait pas d'impôts. Les dix années d'exonération fiscale étaient accordées par le canton de Vaud, à condition que l'entreprise reste au moins dix ans de plus (jusqu'en 2024). À la suite du départ de l'entreprise en 2020 (pour Bâle), le Tribunal fédéral a condamné l'entreprise a payer 34 millions de francs d'impôts (clause de récupération, pour la période 2005-2014).

## Organisation
(décembre 2021).
En novembre 2010, le conseil d'administration est constitué de :
- Hugh Grant, Chairman, President and Chief Executive Officer
- Brett D. Begemann, Executive Vice President, Seeds & Traits
- Carl M. Casale, Executive Vice President and Chief Financial Officer
- Dr Robert T. Fraley, Executive Vice President and Chief Technology Officer
- Tom D. Hartley, Vice President and Treasurer
- Janet M. Holloway, Senior Vice President, Chief of Staff and Community Relations
- Consuelo E. Madere, Vice President, Vegetable Business
- Steven C. Mizell, Executive Vice President, Human Resources
- Kerry J. Preete, Vice President, Crop Protection
- Nicole M. Ringenberg, Vice President and Controller
- David F. Snively, Executive Vice President, Secretary and General Counsel
- Gerald A. Steiner, Executive Vice President, Sustainability & Corporate Affairs

## Monsanto dans la culture populaire

### Films
- Le Monde selon Monsanto, réalisé par Marie-Monique Robin en 2008; produit par Arte France, Image et Compagnie, Productions Thalie, Office national du film du Canada, WDR.